# Ye Qianyu
Ye Qianyu (叶浅予, 31 mars 1907 – 8 mai 1995), ou Yeh Ch'ien-yü, est un peintre chinois et pionnier du manhua. En 1928, il co-fonde la revue Shanghai Manhua, l'une des premières et des plus influentes revues de manhua, et créé la bande-dessinée Mr. Wang, l'une des plus célèbres de Chine.
Ye est également maître de peinture chinoise traditionnelle et est directeur du département de peinture de l'académie centrale des beaux-arts de Chine. Durant la révolution culturelle, il est persécuté et emprisonné pendant sept ans.
Ye se marie trois fois. Ses deux premiers mariages, avec Luo Caiyun et la danseuse Dai Ailian, finissent en divorce. Son troisième mariage, avec l'actrice Wang Renmei, dure plus de 30 ans jusqu'à la mort de Wang.

## Biographie
Ye Qianyu est né sous le nom de Ye Lunqi au Zhejiang en 1907. Aimant la peinture depuis son enfance, il n'a cependant pas assez d'argent ni l'opportunité de faire une formation professionnelle, et apprend seul à peindre.

### Carrière à Shanghai
À 18 ans, Ye s'installe à Shanghai, où il trouve du travail dans un petit journal Sanri Huabao (Illustration de trois jours) qui ferme lorsque l'expédition du Nord de Tchang Kaï-chek atteint Shanghai en avril 1927.
Ye Qianyu, alors âgé de 20 ans, et les dessinateurs Huang Wennong et Lu Shaofei, fondent une revue consacrée au manhua, la Shanghai Manhua. La première édition ressemble à une affiche de propagande et est un échec. Ne se laissant pas décourager, ils sont rejoints par huit autres artistes comme Zhang Guangyu, Ding Song, ou Wang Dunqing, et fondent la société des esquisses de Shanghai en automne 1927. C'est la première association de manhua de Chine, et ses débuts sont un évènement majeur dans l'histoire de la bande-dessinée chinoise:30.
Sous la direction de Zhang Guangyu, qui convainc le riche poète Shao Xunmei de les financer, l'association relance avec succès la Shanghai Manhua le 21 avril 1928. Ye dessine plusieurs couvertures du magazine et sur la page arrière se trouve sa bande-dessinée, Mr. Wang. Inspiré de la bande-dessinée américaine La Famille Illico et représentant la vie quotidienne des classes moyennes et inférieures de Shanghai, Mr. Wang devient l'une des bande-dessinées les plus célèbres de Chine, et est adapté en 11 films dans les années 1930 et 1940:86.
En juin 1930, la Shanghai Manhua fusionne avec la Compilation moderne et Ye devient chroniqueur de la nouvelle formation tout en continuant Mr. Wang.
En septembre 1936, Ye Qianyu, Lu Shaofei, et Zhang Guangyu créent la première Exposition nationale de bande-dessinée à Shanghai. Elle expose plus de 600 bande-dessinées de tout le pays et connait un immense succès. Les artistes forment ensuite l'association nationale des dessinateurs chinois au printemps 1937. L'expansion du mouvement est cependant stoppé par l'invasion japonaise quelques mois plus tard:34.

### Guerre sino-japonaise
Lorsque le Japon envahit la Chine et occupe Shanghai en 1937, Ye Qianyu et un groupe de dessinateurs de Shanghai forment le « Corps de propagande dessinée pour le salut national », qui comprend les célèbres artistes Zhang Leping, Lu Zhixiang, Te Wei, et Hu Kao. Fondé par le Kuomintang, le corps quitte Shanghai pour l'intérieur du pays et répand de la propagande anti-japonaise:79. Ils s'installent d'abord à Wuhan, mais sont forcés de quitter la ville qui tombe fin 1938. Puis ils se rendent à Changsha et à Guilin, et enfin dans la capitale provisoire Chongqing. Ils publient 15 éditions de Dessins de résistance avant que le gouvernement ne cesse le financement:91.
Ye se rend à Hong Kong avant sa prise par les Japonais en décembre 1941, et voyage à Guizhou, Guangxi, et au Vietnam. En 1943, il travaille brièvement pour le général américain Joseph Stilwell comme correspondant de guerre en Inde. Au cours de ses voyages, il dessine de nombreuses scènes de guerre, dont une série intitulée Fuite de Hong Kong:92.

### Après la Seconde Guerre mondiale
Après la défaite japonaise 1945, Ye Qianyu se rend aux États-Unis où il organise une série d'expositions pour montrer et vendre ses dessins.
En 1947, Ye devient professeur de l'académie d'art de Pékin. Après l'établissement de la République populaire de Chine en 1949, il reste à l'académie qui devient l'académie centrale des beaux-arts de Chine. Il est devient également vice-président de l'association des artistes de Chine (en). En 1954, il est nommé directeur du département de peinture de l'académie. Il peint intensément durant les années 1950 comme les œuvres Danse indienne, Automne sur la rivière estivale, et La Libération de Pékin.
Durant la révolution culturelle (1966-1976), Ye Qianyu est accusé d'être un agent du Kuomintang pour avoir dessiné de la propagande à son service durant l'invasion japonaise. Les gardes rouges l'accusent d'être un « major-général » du Kuomintang parce qu'il était mieux payé qu'un vrai général. Il est emprisonné pendant sept ans. Libéré en 1975, il est autorisé à retourner travailler à l'académie des Beaux-Arts comme concierge. Il meurt presque d'une crise cardiaque l'année suivante, et subit une opération importante en 1978. Sa femme Wang Renmei soutient leur famille durant cette période.
Ye Qianyu est politiquement réhabilité en 1979. En 1981, il est nommé vice-président de l'institut de recherche de peinture chinoise, et réélu vice-président de l'association des artistes de Chine et membre du comité national de la conférence consultative politique du peuple chinois. Il meurt en 1995 à Pékin à l'âge de 88 ans.

## Vie privée

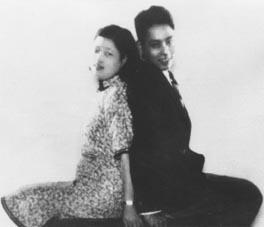
Ye Qianyu et sa première femme Luo Caiyun.

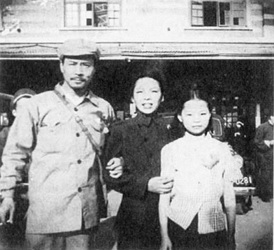
Ye Qianyu avec sa deuxième femme Dai Ailian et sa fille Ye Mingming.

Ye Qianyu se marie trois fois. À 23 ans, il épouse Luo Caiyun, issue d'une famille importante de sa ville natale de Tonglu. C'est un mariage arrangé par leurs parents. Elle donne naissance à un fils nommé Ye Shen et une fille Ye Mingming,.
En 1935, tandis qu'il est chroniqueur de la revue Esquisse moderne, Ye tombe amoureux de Liang Baibo, l'une des premières dessinatrices chinoises et créatrice de la bande-dessinée Miss Bee. Luo Caiyun rejette la demande de Ye de divorcer, mais ils signent un accord officiel de séparation.
Au début de l'invasion japonaise, Liang Baibo rejoint le corps de propagande pour le salut national de Ye et part pour Wuhan avec lui. Cependant, Liang rencontre et tombe amoureuse d'un pilote d'avion et le suit plus tard à Taïwan. Elle souffre de maladie mentale à la fin de sa vie et se suicide vers 1970.
En 1940, Ye Qianyu rencontre la danseuse Dai Ailian à Hong Kong. Chinoise née à Trinidad, Dai est venue à Hong Kong pour soutenir l'effort de guerre. BIen qu'elle ne parle pas chinois et que Ye ne parle presque pas anglais, ils tombent amoureux et se marient quelques semaines plus tard. Song Qingling, veuve de Sun Yat-sen, préside leur mariage. En raison d'une opération chirurgicale ratée à Hong Kong, Dai ne peut pas avoir d'enfants. Selon la fille de Ye Qianyu, Mingming, qui vivait avec son père et n'aimait pas sa belle-mère, Dai la traitait comme si elle était sa propre fille.
En 1950, Ye passe six mois au Xinjiang. De retour à Pékin, Dai Ailian demande soudainement le divorce parce qu'elle est tombée amoureuse de son partenaire de danse. Ye est dévasté et le divorce est finalisé en 1951. Dai Ailian vit jusqu'en 2006 et est maintenant considérée comme la « Mère du ballet chinois ».
La dernière femme de Wang Renmei est une célèbre actrice autrefois mariée à l'« Empereur du cinéma chinois », Jin Yan. Présentés par des amis communs, ils se marient en 1955. La mariage est cependant houleux dès le début, mais dure plus de 30 ans, malgré l'épisode difficile de la révolution culturelle, jusqu'à la mort de Wang en 1987.
Luo Caiyun, la première femme de Ye Qianyu, vit avec leur fils Ye Shen à Wuxi au Jiangsu. Lorsque Ye Qianyu est accusé d'être un agent du Kuomintang et emprisonné, Luo est persécuté en tant qu'ex-épouse. Elle se suicide en 1970.